# Charles Gonzague
Charles Gonzague (Carlo Gonzaga) (Mantoue, v. 1415 - Ferrare 21 décembre 1456), Seigneur de Sabbioneta, était un noble italien de la maison de Gonzague de Mantoue, qui l'éleva au rang de capitaine du peuple lors de la République ambrosienne de Milan, et par la suite jugé comme un autocrate.

## Biographie
Charles Gonzague est le fils cadet de Jean-François de Mantoue et Paola Malatesta, ainsi qu'un ami de l'écrivain humaniste Francesco Filelfo. Son frère est Ludovico II Gonzague, Marquis de Mantoue, devenu son rival à Mantoue et sur les champs de bataille.
Charles Gonzague est né à Mantoue. Il se maria deux fois, tout d'abord à Lucia d'Este, fille de Nicolas IIIe d'Este, qui mourut sans enfants, et ensuite à Ringarda Manfredi, qui lui donna trois filles et un fils.
Après la mort de son père en 1444, Louis IIIe fut fait Marquis de Mantoue. Charles dépouillé de tout pouvoir rejoint la République de Venise et combat à son service contre la  République ambrosienne, jusqu'à sa rupture avec Francesco Sforza à la suite de l'Accord de Rivoltella en 1448.
En novembre de la même année, il a été nommé capitaine du peuple à Milan. Il se rapprocha de Giovanni Appiano et Giovanni Ossona, les dirigeants Guelfes, prend la tête du parti et devient si puissant qu'il finit par assumer le statut de dictateur. Il s'était fait bâtir un grand palais et a commencé à placer  les hommes de son parti au sein du gouvernement.
Il a brisé une conspiration gibeline et ses hommes de main ont massacré plusieurs gibelins.
Charles Gonzague a fait des tentatives de paix tout d'abord avec la République de Venise, puis avec Francesco Sforza, offrant à ce dernier la ville de Crema.
Charles Gonzague a été jeté en prison mais peu de temps après gracié avec de nombreux autres Guelfes, il a pris la tête d'un gouvernement temporaire jusqu'au couronnement de Francesco Sforza.
Furieux contre Sforza qui a conclu une alliance avec son frère Louis, il complota avec Guillaume de Montferrat en 1450, capturé il a été jeté en prison à Pavie. Il a été libéré grâce à l'abandon de son butin de guerre ainsi que les villes d'Alexandrie et Tortona.
Malgré sa perte d'influence, il entre au service de Sforza pour combattre les forces vénitiennes menées par son frère.
Défait en 1453 à Goito, néanmoins avec le traité de Lodi en 1454 son frère Louis a été forcé de rendre à Charles Gonzague ce qu'il lui avait enlevé.
Charles Gonzague devenu le premier Seigneur de Sabbioneta mourut sans héritiers, à Ferrare en 1456, son fils unique Ugoletto, étant sans doute mort jeune, ses terres allèrent à son frère Louis IIIe de Mantoue.